# Amancio Escapa Aparicio
Amancio Escapa Aparicio OCD (ur. 30 marca 1938 w Cistierna, zm. 5 maja 2017) – hiszpański duchowny katolicki posługujący w Dominikanie, biskup pomocniczy Santo Domingo 1996-2016.

## Życiorys
4 kwietnia 1959 złożył śluby wieczyste w zakonie karmelitów bosych. Święcenia kapłańskie otrzymał 22 kwietnia 1962.
31 maja 1996 papież Jan Paweł II mianował go biskupem pomocniczym Santo Domingo ze stolicą tytularną Cenae. 6 lipca tego samego roku z rąk kardynała Nicolása Lópeza Rodrigueza przyjął sakrę biskupią. 4 lipca 2016 ze względu na wiek na ręce papieża Franciszka złożył rezygnację z zajmowanej funkcji.
Zmarł 5 maja 2017.